# Philippe Biane

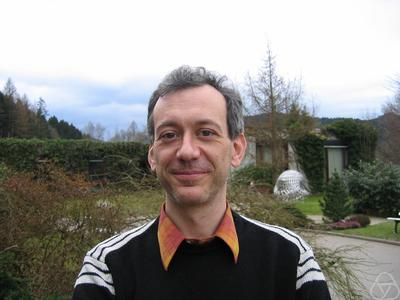
Philippe Biane

Philippe Biane (* 1962) ist ein französischer Mathematiker, der sich mit Wahrscheinlichkeitstheorie, Darstellungstheorie von Gruppen und Kombinatorik beschäftigt.
Biane wurde 1985 an der Universität Paris VII mit der Arbeit Quelques applications du calcul stochastique promoviert. Er war Professor an der Universität Paris VI und der École normale supérieure (ENS) von Paris und ist im Rang eines Directeur de recherche des Centre national de la recherche scientifique (CNRS) am Institut Gaspard-Monge der Universität Paris-Ost (Marne-la-Vallée) tätig.
Er befasst sich insbesondere mit Freier Wahrscheinlichkeit nach Dan Voiculescu und Wahrscheinlichkeitstheorie nichtkommutativer Variabler. Außerdem geht er der Verbindung von Brownscher Bewegung und Riemannscher Zetafunktion und verwandter zahlentheoretischer Funktionen nach.
1994 erhielt er den Rollo-Davidson-Preis. 2002 war er mit dem Thema Free probability and combinatorics Gastreferent am Internationalen Mathematikerkongress in Beijing.
Biane ist Mitherausgeber der Fachzeitschrift Probability Theory and Related Fields.

## Schriften
- Entropie libres et algèbres d’opérateurs, Séminaire Bourbaki, Nr. 889, Asterisque, Band 282, 2002
- Introduction to random walk in non commutative spaces, in Michael Schürmann, Nicolas Privault, Uwe Franz (Herausgeber) Quantum potential theory, Lecturenotes in Mathematics, Band 1954, 2008, S. 61–116
- Free probability for probabilists, in Quantum probability communications, Band 11 (Grenoble 1998),  World Scientific 2003
- Representations of symmetry groups and free probability, Advances in Mathematics, Band 138, 1998, S. 12611181
- Calcul stochastique non commutatif, Saint Flour Lectures on Probability Theory 1993, Lecturesnotes in Mathematics, Band 1608, 1995, S. 11196
- La fonction zéta et les probabilités, in Nicole Berline, Claude Sabbah (Hrsg.) La fonction Zeta, Éditions de l’École Polytechnique, 2003
- mit Jim Pitman, Marc Yor Probability laws related to the Jacobi Theta Function and Riemann Zeta Functions and Brownian Excursions, Bulletin AMS, Band 38, 2001, 435–465  Online